# Tracheloaspis tumida
Tracheloaspis tumida är en mångfotingart som beskrevs av Loomis 1961. Tracheloaspis tumida ingår i släktet Tracheloaspis och familjen Stylodesmidae. Inga underarter finns listade i Catalogue of Life.